# 바우 와우 (래퍼)

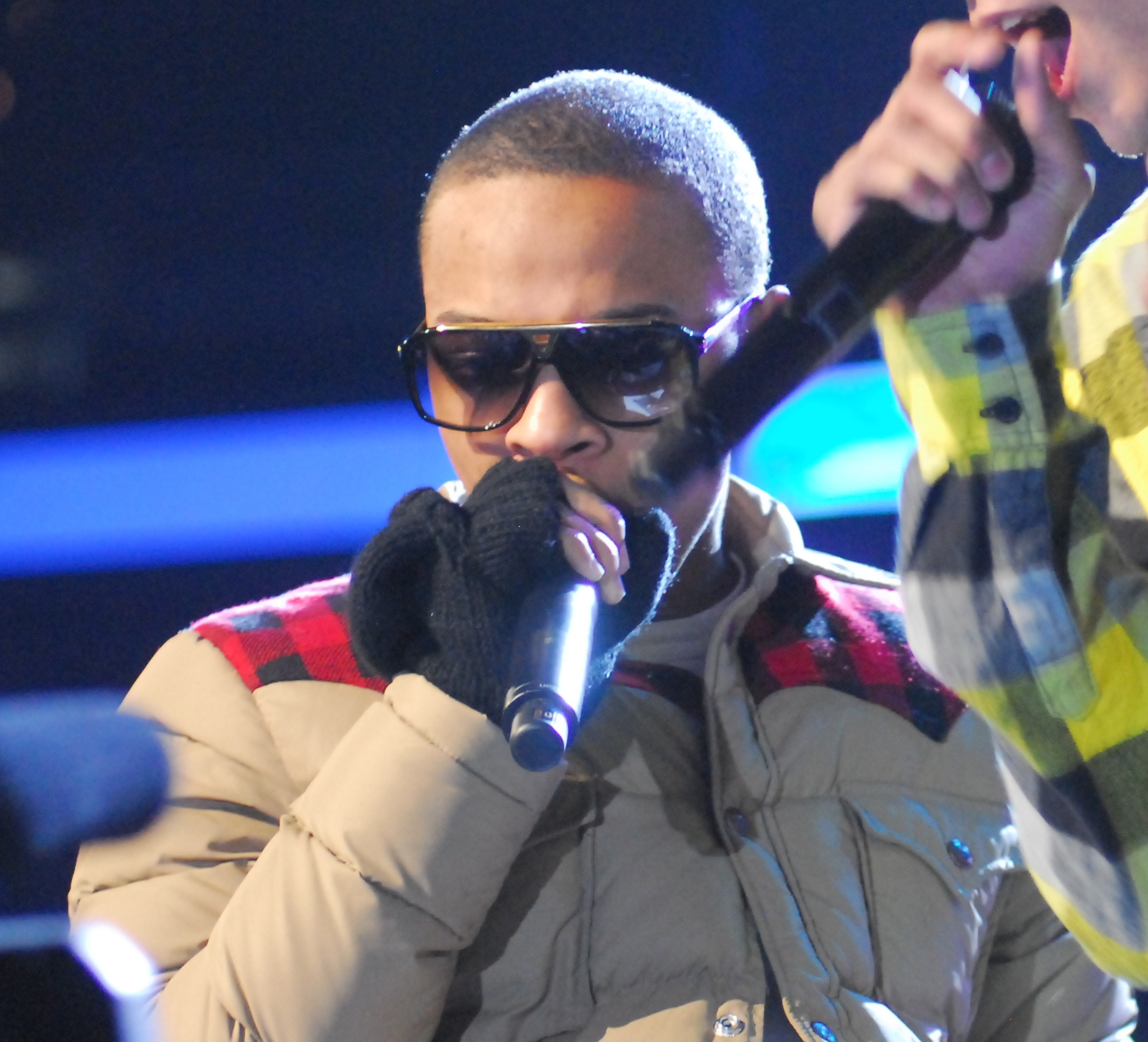
바우 와우

바우 와우(Bow Wow, 1987년 3월 9일 ~ )는 미국의 랩가수, 프로듀서, 배우이다. 본명은 섀드 그레고리 모스(Shad Gregory Moss)이다.
6살 때 스눕 독이 거둬들인 천재 래퍼로 13살에 《Beware Of Dog로 데뷔했으며,그 당시에는 'Lil Bow Wow'라는 이름을 썼다. 2003년에 《Unleashed》를 발매하면서 Bow Wow라고 예명을 바꿨다.2007년에 오마리온과 《Face Off》로 합작했다.
그는 2009년 하반기부터 소속사인 콜롬비아 레코드와 계약문제가 있었는데, 같은해 8월 새 레이블인 캐쉬 머니 레코드와 계약했다.

## 생애

### 릴 바우 와우
여섯 살 때부터 갱스터 힙합그룹 N.W.A의 팬이었다. 스눕 독과 닥터 드레는 그를 데스 로우 레코드에 데뷔시키고, 스눕 독의 Skit과 뮤직비디오에 참여시켰다. 1998년 저메인 듀프리가 그를 소 소 데프 레코드로 픽업시켰다.
2000년에 발매된 첫앨범인 《Beware Of Dog》은 첫싱글 'Bounce With Me'로 시작했다.이 곡은 미국에서 랩차트 1위를 거두게 되고 빌보드 핫 100 20위를 거둔다, 스눕 독이 참여한 'Bow Wow(That's My Name)은 전 세계 차트에서 5위 안에 든다. 다음 싱글인 "Puppy Love","Ghetto Girls" 또한 탑차트를 석권했다. 이 앨범은 RIAA 인증 200만장이 팔렸다. 두 번째 앨범인 'Doggy Bag'는 2002년에 발매된다. 이 앨범은 빌보드차트에서 2위를 거두고 싱글인 'Take Ya Home'은 핫랩차트에서 1위를 거두었으며, 두 번째 싱글인 'Thank You'역시 알엔비 차트에서 1위를 했다.

### 바우 와우
2002년 7월 그는 '릴 바우와우'라는 예명을 버리고 바우 와우로 개명한다. 그리고 직속 프로듀서인 저메인 듀프리와 결별하고 콜롬비아 레코드에 픽업되어 세 번째 앨범 'Unleashed'를 발매한다. 앨범에는 마리오, 버드맨 등이 참여했고, 빌보드 200에서 3위를 거둔다. 2003년에는 가수 조조 (가수)의 'Baby It's You Remix'에 참여한다.
2005년에 발매한 네 번째 앨범인 'Wanted'는 발매 며칠만에 빌보드차트에서 1위를 했다. 그는 다시 전속 프로듀서인 저메인 듀프리와 작업했고, 오마리온, 스눕 독, 시에라 등이 앨범 제작에 참여했다. 첫 싱글인 'Let Me Hold You'는 1위, 두 번째 싱글인 'Like You'도 1위,'Fresh Azimiz'은 6위를 하면서 다시 성공적인 재기를 했다.
2006년에는 《The Price of Fame》을 발매한다. 앨범에는 릴 스크래피, 알 켈리, 티-페인, 다 브렛, 크리스 브라운, 릴 웨인 등이 참여했다. 이 앨범 역시 1위를 거두었고, 오마리온과의 합작앨범인 'Face Off'를 2007년에 발매하여, 모든 차트에서 1위를 한다. 의류브랜드'Shango'를 설립했다.
2009년에는 'New Jack City II'를 발매했다. 앨범에는 솔자보이, 티-페인, 릴 웨인, T.I, 넬리 등이 참여했으며, 2위를 했다.